# Chinese Super League 2014
Die Chinese Super League 2014 war die elfte Auflage der höchsten chinesischen Spielklasse im Männerfußball. Die Saison begann am 7. März 2014 und endete am 2. November 2014.
Zu dieser Saison aufgestiegen sind Henan Construction sowie Harbin Yiteng. Titelverteidiger ist Guangzhou Evergrande.

## Teilnehmer der Saison 2014
| - Beijing Guoan - Changchun Yatai - Dalian Aerbin - Guangzhou Evergrande (Meister) - Guangzhou R&F - Guizhou Renhe (Pokalsieger) & (Super Cup-Sieger) - Hangzhou Nabel Greentown - Harbin Yiteng (Aufsteiger) | - Henan Construction (Aufsteiger) - Jiangsu Sainty - Liaoning Hongyun - Shandong Luneng Taishan - Shanghai SIPG - Shanghai Shenhua - Shanghai Shenxin - Tianjin Teda |

## Abschlusstabelle
| Pl. | Verein                   | Sp. | S  | U  | N  | Tore    | Diff. | Punkte |
| --- | ------------------------ | --- | -- | -- | -- | ------- | ----- | ------ |
| 1.  | Guangzhou Evergrande (M) | 30  | 22 | 4  | 4  | 076:280 | +48   | 70     |
| 2.  | Beijing Guoan            | 30  | 21 | 4  | 5  | 050:250 | +25   | 67     |
| 3.  | Guangzhou R&F            | 30  | 17 | 6  | 7  | 067:390 | +28   | 57     |
| 4.  | Shandong Luneng Taishan  | 30  | 12 | 12 | 6  | 041:290 | +12   | 48     |
| 5.  | Shanghai SIPG            | 30  | 12 | 12 | 6  | 047:390 | +8    | 48     |
| 6.  | Guizhou Renhe (P)        | 30  | 11 | 8  | 11 | 033:350 | −2    | 41     |
| 7.  | Tianjin Teda             | 30  | 10 | 9  | 11 | 041:440 | −3    | 39     |
| 8.  | Jiangsu Sainty           | 30  | 9  | 10 | 11 | 037:450 | −8    | 37     |
| 9.  | Shanghai Shenhua         | 30  | 8  | 11 | 11 | 033:450 | −12   | 35     |
| 10. | Liaoning Hongyun         | 30  | 8  | 9  | 13 | 033:480 | −15   | 33     |
| 11. | Shanghai Shenxin         | 30  | 9  | 6  | 15 | 026:420 | −16   | 33     |
| 12. | Hangzhou Nabel Greentown | 30  | 8  | 8  | 14 | 043:600 | −17   | 32     |
| 13. | Changchun Yatai          | 30  | 8  | 8  | 14 | 033:400 | −7    | 32     |
| 14. | Henan Jianye (N)         | 30  | 6  | 12 | 12 | 032:390 | −7    | 30     |
| 15. | Dalian Aerbin            | 30  | 6  | 11 | 13 | 032:450 | −13   | 29     |
| 16. | Harbin Yiteng (N)        | 30  | 5  | 6  | 19 | 035:560 | −21   | 21     |

| (M) | Amtierender Meister: Guangzhou Evergrande                  |
| (P) | Amtierender Pokalsieger: Guizhou Renhe                     |
| (N) | Aufsteiger der letzten Saison: Henan Jianye, Harbin Yiteng |

## Spieler-Statistiken

### Torschützenliste
| Pl. | Spieler              | Mannschaft              | Tore |
| --- | -------------------- | ----------------------- | ---- |
| 01. | Elkeson              | Guangzhou Evergrande    | 28   |
| 02. | Abderrazak Hamdallah | Guangzhou R&F           | 22   |
| 03. | Tobias Hysen         | Shanghai SIPG           | 19   |
| 04. | Anselmo Ramon        | Hangzhou Greentown      | 16   |
| 05. | Dejan Damjanović     | Beijing Guoan           | 15   |
| 06. | Davi                 | Guangzhou R&F           | 14   |
| 07. | Vágner Love          | Shandong Luneng Taishan | 13   |
| 08. | Bruno Meneghel       | Dalian Aerbin           | 12   |
| 08. | Wu Lei               | Shanghai SIPG           | 12   |

### Vorlagengeberliste
| Platz                  | Spieler            | Mannschaft               | Vorlagen |
| ---------------------- | ------------------ | ------------------------ | -------- |
| 01.                    | Zhang Xizhe        | Beijing Guoan            | 12       |
| 01.                    | Zvjezdan Misimović | Guizhou Renhe            | 12       |
| 03.                    | Du Zhenyu          | Tianjin Teda             | 11       |
| 04.                    | Wang Song          | Hangzhou Nabel Greentown | 10       |
| 04.                    | Gao Lin            | Guangzhou Evergrande     | 10       |
| 06.                    | Anselmo Ramon      | Hangzhou Nabel Greentown | 8        |
| 06.                    | Yang Jiawei        | Shanghai SIPG            | 8        |
| 06.                    | Yan Xiangchuang    | Harbin Yiteng            | 8        |
| 09.                    | Tobias Hysen       | Shanghai SIPG            | 7        |
| 09.                    | Liu Binbin         | Shandong Luneng Taishan  | 7        |
| 09.                    | Park Jong-woo      | Guangzhou R&F            | 7        |
| Stand: Ende der Saison |                    |                          |          |

### Scorerliste
Bei gleicher Anzahl an Scorer sind die Spieler alphabetisch sortiert.
| Platz                  | Spieler              | Mannschaft               | Tore | Vorlagen | Scorer |
| ---------------------- | -------------------- | ------------------------ | ---- | -------- | ------ |
| 01                     | Elkeson              | Guangzhou Evergrande     | 28   | 03       | 31     |
| 02                     | Tobias Hysén         | Shanghai SIPG            | 19   | 07       | 26     |
| 03                     | Abderrazak Hamdallah | Guangzhou R&F            | 22   | 02       | 24     |
|                        | Anselmo Ramon        | Hangzhou Nabel Greentown | 16   | 08       | 24     |
| 05                     | Davi                 | Guangzhou R&F            | 14   | 06       | 20     |
| 06                     | Dejan Damjanović     | Beijing Guoan            | 14   | 05       | 19     |
| 07                     | Wu Lei               | Shanghai SIPG            | 12   | 06       | 18     |
|                        | Gao Lin              | Guangzhou Evergrande     | 08   | 10       | 18     |
|                        | Zvjezdan Misimović   | Guizhou Renhe            | 06   | 12       | 18     |
|                        | Zhang Xizhe          | Beijing Guoan            | 06   | 12       | 18     |
| Stand: Ende der Saison |                      |                          |      |          |        |

## Auszeichnungen
- Chinese Football Association Footballer of the Year:  Elkeson (Guangzhou Evergrande)
- Chinese Super League Golden Boot Winner:  Elkeson (Guangzhou Evergrande)
- Chinese Super League Domestic Golden Boot Award:  Wu Lei (Shanghai SIPG)
- Chinese Football Association Goalkeeper of the Year:  Wang Dalei (Shandong Luneng Taishan)
- Chinese Football Association Young Player of the Year:  Liu Binbin (Shandong Luneng Taishan)
- Chinese Football Association Manager of the Year:  Gregorio Manzano (Beijing Guoan)
- Chinese Super League Team of the Year (442):[3]

| Torhüter                             | Abwehr | Mittelfeld | Stürmer                                               |
| ------------------------------------ | --- | --- | ----------------------------------------------------- |
| Wang Dalei (Shandong Luneng Taishan) | Zhang Linpeng (Guangzhou Evergrande) Kim Young-Gwon (Guangzhou Evergrande) Zheng Zheng (Shandong Luneng Taishan) Xu Yunlong (Beijing Guoan) | Zheng Zhi (Guangzhou Evergrande) Zhang Xizhe (Beijing Guoan) Giovanni Moreno (Shanghai Greenland) Davi (Guangzhou R&F) | Elkeson (Guangzhou Evergrande) Wu Lei (Shanghai SIPG) |